# هارولد براون (لاعب كرة سلة)
هارولد براون (2 أكتوبر 1923 - 1980 في الولايات المتحدة) (بالإنجليزية: Harold Brown)‏ هو لاعب كرة سلة أمريكي في مركز هجوم خلفي.

## وصلات خارجية
- هارولد براون على موقع إن بي أي (الإنجليزية)
- هارولد براون على موقع سبورتس رفرنس (الإنجليزية)
- هارولد براون على موقع ريلجم (الإنجليزية)
- هارولد براون على موقع بروبوليرز (الإنجليزية)